# Bohdašín
Bohdašín (deutsch Bochdaschin) ist eine Gemeinde in Tschechien. Sie liegt sechs Kilometer östlich von Nové Město nad Metují und gehört zum Okres Rychnov nad Kněžnou.

## Geographie

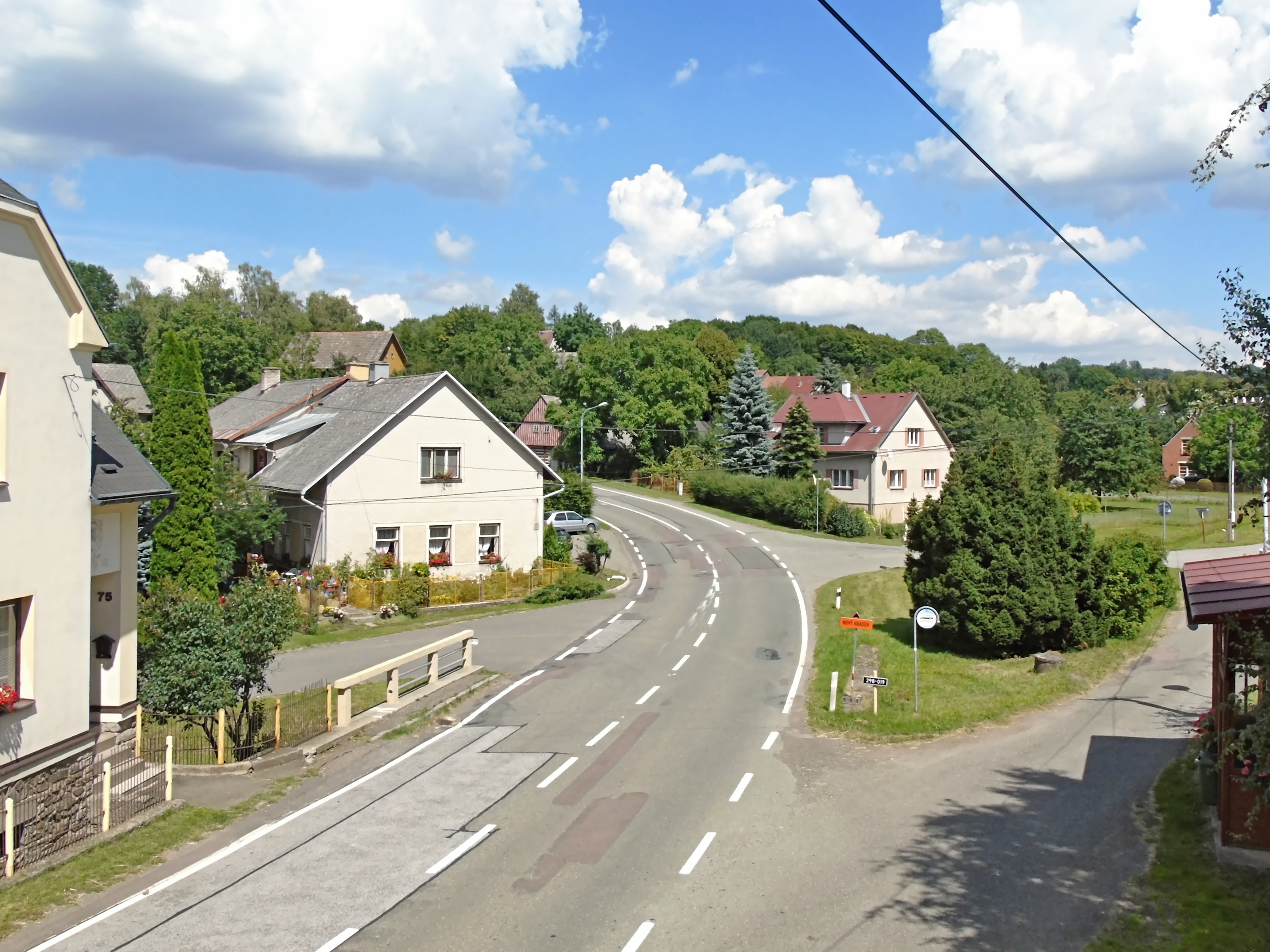
Bohdašín

Bohdašín befindet sich linksseitig des Flusses Olešenka in den nordwestlichen Ausläufern des Adlergebirges. Im Dorf entspringt der Bohdašínský potok. Nördlich des Dorfes, auf der gegenüberliegenden Seite des Olešenka-Tales, liegen auf einem Felssporn die Reste der Burg Frymburk. Im Nordosten befindet sich die Marienwallfahrtstätte Rokole.
Nachbarorte sind Mezilesí, Bydlo und Doly im Norden, Nový Hrádek und Rokole im Nordosten, Tis im Osten, Janov und Bystré im Südosten, Ohnišov im Süden, Vanovka im Südwesten sowie Slavoňov im Nordwesten.

## Geschichte
Das zur Burgherrschaft Frymburk gehörige Dorf Bohdašín wurde 1534 im Zuge des Verkaufs durch Achilles Anděl von Ronov an Jan Trčka von Lípa erstmals urkundlich erwähnt. Der Name des Ortes soll sich angeblich von einem Bergmannsgruß Boh da šín herleiten, welcher die Hoffnung auf einen reichen Erzfund ausdrückt. Im Tal der Olešenka wurde seit 1446 Eisenerz gefördert und es stand ein Eisenhammer in Betrieb. Unter den Trčka von Lípa wurde die Herrschaft Frymburk im 16. Jahrhundert an Opočno angeschlossen.
Nachdem Hieronymus von Colloredo-Wallsee 1721 die Pfarre in Nový Hrádek als Filiale von Slavoňov einrichten ließ, wurde das bis dahin kirchlich zu Slavoňov gehörige Dorf nach dorthin umgepfarrt. 1786 wurde die Kirche in Nový Hrádek zur Pfarrkirche erhoben und ihr Slavoňov als Filiale beigeordnet. 1822 wurde in Bohdašín ein Glockenturm errichtet. 1829 wurde die Hausweberei als Nebenerwerb aufgenommen.
Nach der Aufhebung der Patrimonialherrschaften wurde Bohdašín 1848 zur selbstständigen Gemeinde. Das Dorf bestand zu dieser Zeit aus 61 Häusern und hatte 419 Einwohner. Zugehörig war der Ortsteil Vanovka, in dessen elf Häusern 60 Menschen lebten. 1930 hatte die Gemeinde 442 Einwohner, davon lebten 335 in Bohdašín, 59 in Bydlo und 49 in Vanovka. 1937 wurde Bohdašín elektrifiziert.
Nach dem Attentat auf Reinhard Heydrich und der Vernichtung von Ležáky wurde Bohdašín von der Wehrmacht umzingelt und durchsucht, da in dem Dorf ein Partisanenstützpunkt und ein Funksender vermutet wurden, welche sich jedoch im anderen Bohdašín befanden.

## Gemeindegliederung
Die Gemeinde Bohdašín besteht aus den Ortsteilen Bohdašín (Bochdaschin) und Vanovka (Wannow) sowie den Ortslagen Bydlo (Heim) und Rokole.

## Sehenswürdigkeiten
- Kapelle
- Marienwallfahrtskirche Rokole, südöstlich des Ortes an der Olešenka. Das 1930 geweihte Kirchlein ersetzte eine Holzkapelle aus dem Jahre 1859. An dem Wallfahrtsort befindet sich weiterhin die Apostelkapelle Betlém der Schönstatt-Bewegung. Der steinerne Kreuzweg aus dem Tal der Olešenka wurde 1874 angelegt.